# فریدلاند (نیدرزاکسن)
فریدلاند (به آلمانی: Friedland) یک شهر در آلمان است که در گوتینگن واقع شده‌است. فریدلاند ۱۰٬۷۰۸ نفر جمعیت دارد.